# Taihe (socken i Kina, Hunan)
Taihe (kinesiska: 太和, 太和乡) är en socken i Kina. Den ligger i provinsen Hunan, i den södra delen av landet, omkring 210 kilometer söder om provinshuvudstaden Changsha. Antalet invånare är 15167. Befolkningen består av 7 337 kvinnor och 7 830 män. Barn under 15 år utgör 22,0 %, vuxna 15-64 år 67 %, och äldre över 65 år 9,0 %.
Genomsnittlig årsnederbörd är 1 800 millimeter. Den regnigaste månaden är augusti, med i genomsnitt 276 mm nederbörd, och den torraste är oktober, med 25 mm nederbörd.